# Donkersporig bosviooltje
Donkersporig bosviooltje (Viola reichenbachiana) is een soort uit het geslacht viooltje (Viola). In Nederland is de plant vrij zeldzaam tot zeer zeldzaam. 

## Naam
De soortaanduiding reichenbachiana verwijst naar de Duitse bioloog Heinrich Gottlieb Ludwig Reichenbach. De Nederlandse triviale naam 'donkersporig bosviooltje' verwijst naar de dieppaarse kleur van de sporen van de soort.

## Determinatie
Donkersporig bosviooltje is een vaste, kruidachtige hemikryptofyt. De plant bereikt een hoogte van ± 5–15(–25) cm. De bladeren zijn hartvormig-eirond. Donkersporig bosviooltje bloeit van begin april tot begin mei. De bloemen hebben dikwijls een paarse kleur; soms zijn er ook exemplaren met een meer roodachtige of roze tint. De zijdelingse kroonbladen bedekken de bovenste niet. De kelkaanhangsels zijn 0,4–0,8 mm lang. De spoor van de bloem heeft een dieppaarse kleur en is aan de top niet of nauwelijks knotsvormig en niet gegroefd. De vrucht is een driekleppige doosvrucht. De zaden hebben een mierenbroodje.

### Gelijkende taxa
Donkersporig bosviooltje lijkt sterk op de kruising met bleeksporig bosviooltje: middelst bosviooltje. Bij middelst bosviooltje is de spoor lichter van kleur. Vegetatief is donkersporig bosviooltje in het veld niet te onderscheiden van middelst bosviooltje.

## Ecologie
Donkersporig bosviooltje groeit van nature vooral op mesotrofe, neutrale tot basische, vochthoudende, humeuze leem-, löss-, mergel- of kleigronden in de schaduw tot halfschaduw. Het is een uitgesproken bossoort. Hoofdzakelijk mieren zorgen voor de zaadverspreiding.

### Syntaxonomie
In de syntaxonomie staat donkersporig bosviooltje te boek als kensoort voor het eiken-haagbeukenbos (Stellario-Carpinetum).

## Verspreiding
Het verspreidingsgebied van donkersporig bosviooltje omvat bijna heel Europa, met uitzondering van IJsland, de Faeröer en het noordpoolgebied. Naar het zuidwesten kent het verspreidingsgebied uitstralingen tot in Algerije en Marokko. Richting het zuidoosten straalt het verspreidingsgebied door tot in Iran.

## Fotogalerij

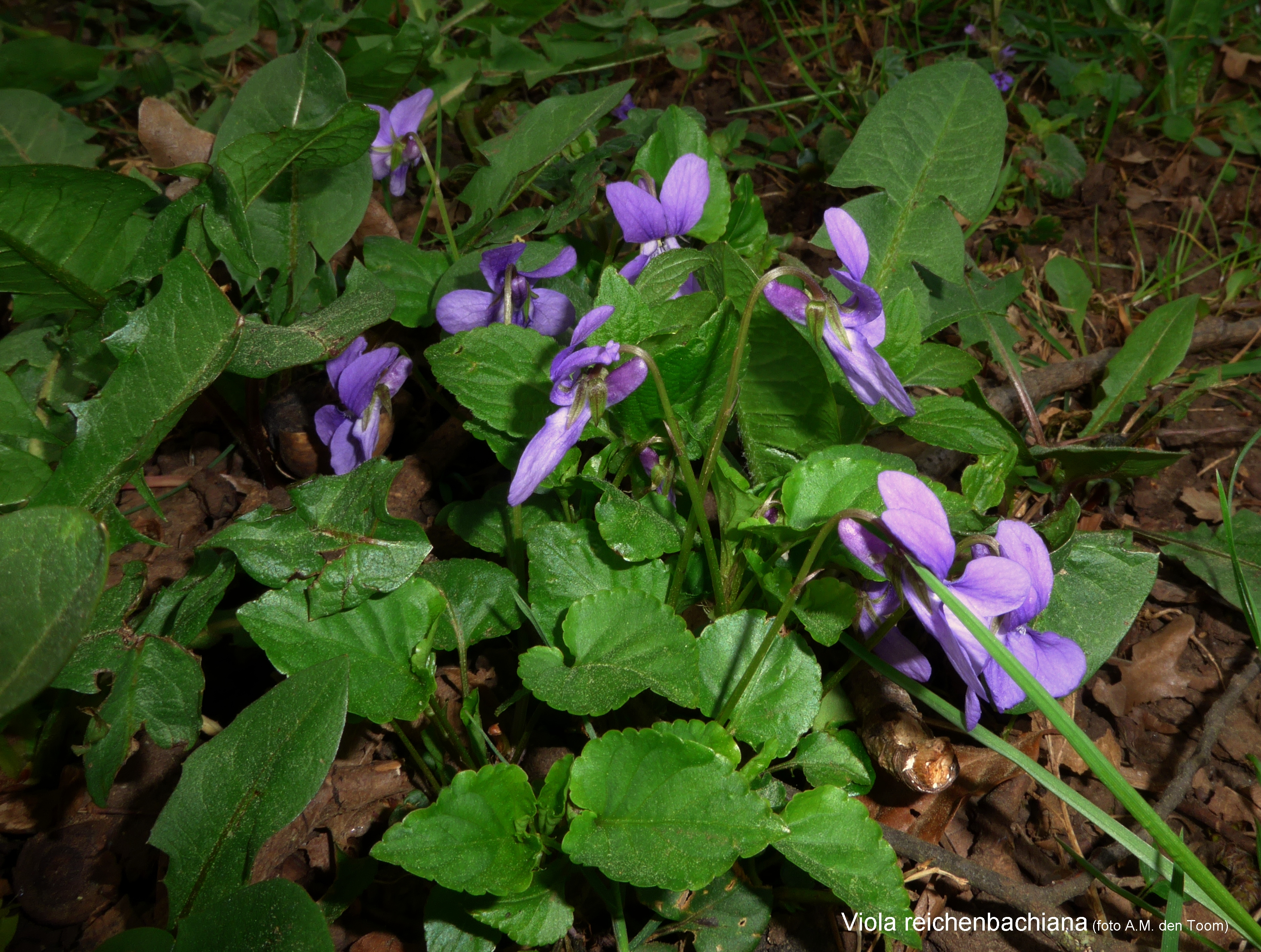
Habitus
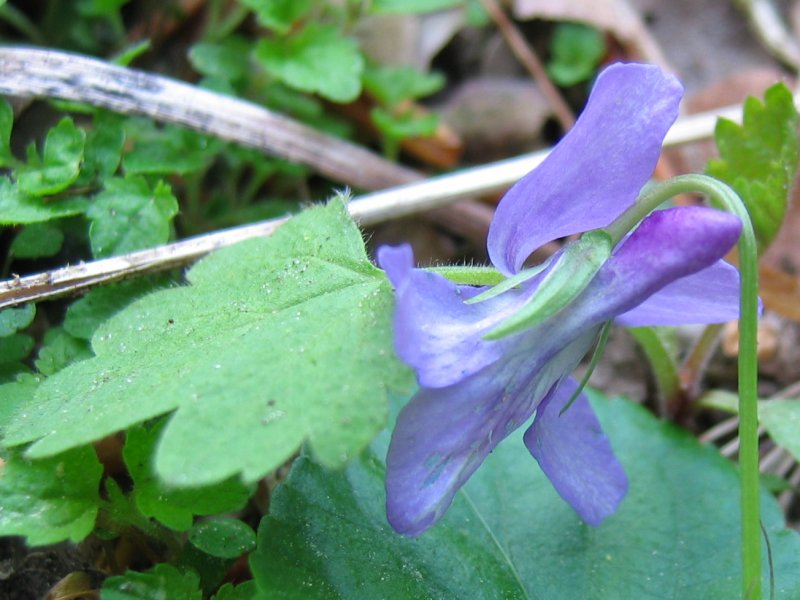
Bloem met spoor
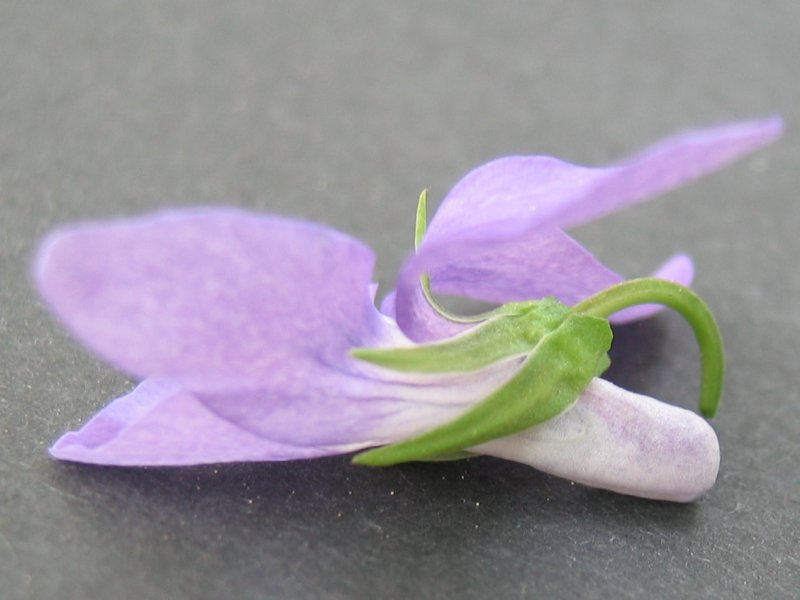
Spoor van middelst bosviooltje
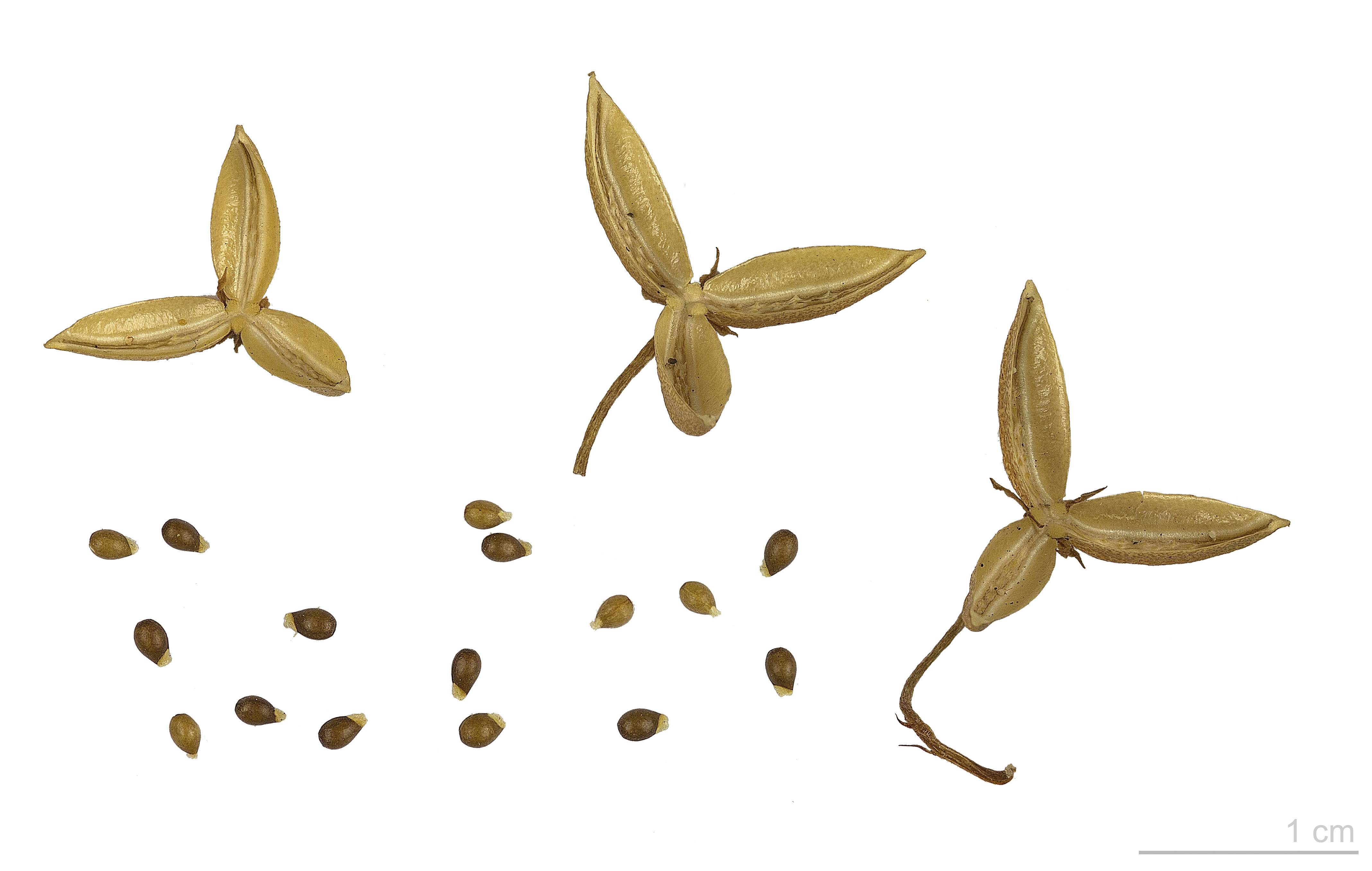
Zaden en lege vruchten